# 小川美潮
小川 美潮（おがわ みしお、1959年2月23日 - ）は日本の歌手、音楽家、ナレーター、声優。神奈川県川崎市出身。

## 来歴
1978年4月、ロックグループ「チャクラ」にボーカリストとして参加。1980年7月、『チャクラ』でデビュー。「チャクラ」在籍中に、坂田明の「Wha-ha-ha」や仙波清彦の「はにわオールスターズ」にも参加。1983年、チャクラ活動停止。1984年、ソロアルバム『小川美潮』を発表。1991年には初のCDとなる『4to3』をリリースし、その後『ウレシイノモト』（1992年）『檸檬の月』（1993年）と続くEPIC3部作となる。他に「本多俊之RADIO CLUB」、「幻覚ミジンコ楽団」、「レハビラル」、細野晴臣プロデュースの「LOVE,PEACE&TRANCE」等に参加。
1997年、大川俊司、板倉文と共に「ウズマキマズウ」を結成。2002年、「ウズマキマズウ」を「SPEAK」に改名した後、一旦解散。同年、「シュンブンのミ」（大川俊司・板倉文・小川美潮）結成。2003年、「シンシュンのミ」（勝俣伸吾・大川俊司・小川美潮）を結成、ライブを中心に活動。2004年、コンピレーション・アルバム『Younger Than Yesterday and Today』に、「弁天システム」を収録。2006年、再びバンド名を「ウズマキマズウ」に戻す。2008年、ウズマキマズウの新アルバム『宇宙人』を発表。「スプラゥトゥラプス」、「渋谷毅」、「キリング・タイム」のユニットなどで活動する。2011年、新アルバム『起きてください』（スプラゥトゥラプス）を発表。2012年、フ・タウタフ結成（小川美潮、葛岡みち、渡部沙智子、吉森信、大川俊司、小林武文）

## 関わったユニット・バンド
- チャクラ（板倉文・友貞一正・勝俣伸吾・横沢龍太郎）
- Wha-ha-ha（坂田明・千野秀一・神谷重徳）
- はにわオールスターズ（おてもとシスターズ）
- はにわちゃん（仙波清彦）
- HANIWA（仙波清彦）
- 本多俊之RADIO CLUB（本多俊之）
- 幻覚ミジンコ楽団（坂田明・齋藤ネコ・仙波清彦）
- タブラトゥーラ
- LOVE,PEACE&TRANCE（細野晴臣のユニット、他に遊佐未森、甲田益也子がボーカルとして参加）
- Secret Book（宮城純子）
- テーゲーズ
- FEB
- ウズマキマズウ（2013年活動休止中）
- シュンブンのミ
- Kao's Session（2011年現在、不定期的にゲスト参加）
- スプラゥトゥラプス（2011年現在、定期的にライブ活動中）
- 両手に花（渋谷毅 pf. 金子マリvo. 2013年現在、不定期にライブ活動中）
- Killing Time（2009年現在、不定期的にゲスト参加）
- フ・タウタフ（2013年現在、定期的にライブ活動中）
- パスカルズ（不期的的にゲスト参加）

## 参加作品
- チャクラ
  - チャクラ（1980年、ビクター）
  - さてこそ（1981年、ビクター）
  - 南洋でヨイショ（1983年、VAP）
- ソロ
  - 小川美潮（1984年、VAP）
  - 4to3（1991年、EPIC/SONY）
  - ウレシイノモト（1992年、EPIC/SONY）
  - 檸檬の月（1993年、EPIC/SONY）
- Wha-ha-ha
  - 死ぬ時は別（1981年、日本コロムビア/BETTER DAYS）
  - LIVE DUB（1981年、日本コロムビア/BETTER DAYS）
  - 下駄はいてこなくちゃ（1981年、日本コロムビア/BETTER DAYS）
- 坂田明
  - NANO SPACE ODYSSEY（1992年、NECアベニュー）
  - TACOLOGY（1994年、Invitation）
- 仙波清彦関連
  - はにわ（はにわオールスターズ）（1983年、CBS/SONY）
  - かなしばり（はにわちゃん）（1984年、CBS/SONY）
  - BUSON SEMBA（仙波清彦）（1988年、CBS/SONY）
  - IN CONCERT（はにわオールスターズ）（1991年、Sony Records）
  - HAPPY PEOPLE(HANIWA)（1992年、Sony Records）
  - JASMINE TALK（仙波清彦）（1996年、Sony Records）
- 本多俊之RADIO CLUB
  - ラジオ・クラブ（1987年、東芝EMI/EAST WORLD）
  - ガディス・マルサの女2（1988年、東芝EMI/WHO RING）
  - Something Coming On（1988年、東芝EMI/WHO RING）
  - 東方見聞録（1989年、東芝EMI/WHO RING）
- Killing Time
  - Irene（1988年、EPIC/SONY）
  - Filling Time with Killing Time（1989年、EPIC/SONY）
- LOVE,PEACE&TRANCE
  - HASU KRIYA（1994年、EPIC/SONY）
  - LOVE,PEACE&TRANCE（1995年、EPIC/SONY）

### その他
- NEW CHILD/Rehabirual（1990年、Osho Multiversity）
- Asian Fantasy Orchestra Asian Tour 1995/Asian Fantasy Orchestra（1995年、The Japan Foundation）
- TEO The Other Earth/Game Music（1996年、ポリスター）
- 夢が眠る場所/Secret Book（1999年、ヴィレッジ・エー/テクニコ）
- a Smiley Smile compilation volume two Younger Than Yesterday and Today/Various Artists（2004年、ドリームミュージック）
- 宇宙人/ウズマキマズウ（2008年、AGOGA）
- にほんのうた 第三集 「花のまち」（2009年、commmons）
- 起きてください/小川美潮スプラゥトゥラプス（2011年、AGOGA）

## 映画

### 出演
- ノーライフキング （1989年）
- [窓] MADO（2022年）[2]

### 音楽
- 走れ自転車（老人Z  主題歌） - 1991年
- おかしな午後（つぐみ  主題歌） - 1990年